# Déidamie fille de Lycomède
Pour les articles homonymes, voir Déidamie.

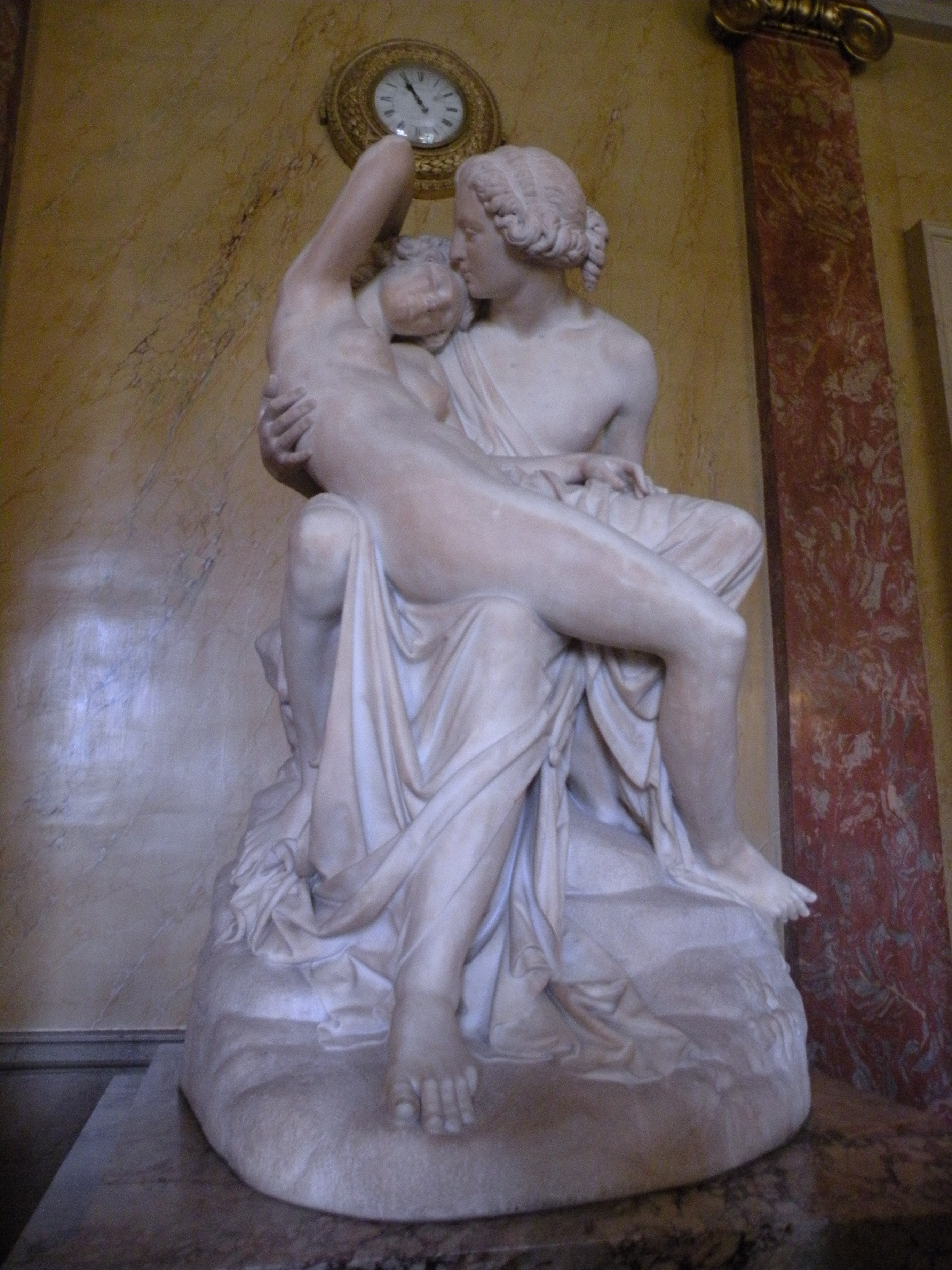
Joseph-Michel-Ange Pollet, Achille et Déidamie, 1854, Palais du Luxembourg

Dans la mythologie grecque, Déidamie (en grec ancien Δηϊδάμεια / Dêïdámeia) est la fille de Lycomède (roi de Skyros).

## Mythe
Achille est envoyé, jeune homme, à la cour du roi Lycomède, déguisé en fille par sa mère Thétis, qui voulait ainsi l'empêcher d'aller à Troie où son destin était d'être tué. Là, il est élevé avec les filles du roi et Déidamie est la première à découvrir la supercherie. Elle conçoit de lui un fils, Néoptolème.
Selon les Chants cypriens, Déidamie et Achille sont mariés. Le pseudo-Apollodore (Épitome) ne parle pas de cette union mais rapporte qu'après la guerre de Troie, Néoptolème donne sa mère en mariage à Hélénos.

## Sources
- Pseudo-Apollodore, Bibliothèque [détail des éditions] [lire en ligne] (III, 13, 8), Épitome [détail des éditions] [lire en ligne] (VI, 13).
- Quintus de Smyrne, Suite d'Homère [détail des éditions] [lire en ligne] (VII).
- Stace, Achilléide [détail des éditions] [lire en ligne] (I, 560 et suiv.).
- (en) Chants cypriens [détail des éditions] [lire en ligne].